# Anders Aplin
 (août 2021).
Pour les articles homonymes, voir Aplin.
Anders Aplin, né le 21 juin 1991, est un footballeur singapourien.

## Biographie
Le 23 mars 2018, il fait ses débuts avec l'équipe de Singapour contre l'équipe des Maldives. Il compte deux sélections équipe de Singapour.